# Bruebach
Bruebach en idioma francés y oficialmente, Brüebi en idioma alsaciano, Brubach en idioma alemán, es una comuna francesa, situada en el departamento de Alto Rin, en la región  de Alsacia. 
Bruebach forma parte del territorio natural e histórico de Sundgau.

## Demografía
| 359 | 435 | 494 | 687 | 901 | 953 |
| Para los censos de 1962 a 1999 la población legal corresponde a la población sin duplicidades (Fuente: INSEE [Consultar]) |     |     |     |     |     |

## Patrimonio
- Iglesia de Saint-Jacques-le-Majeur: la torre es del siglo XII mientras que la nave data del siglo XVIII ampliada por el arquitecto Frédéric Gunther en 1863.